# Adenorandia kalbreyeri
Adenorandia kalbreyeri là một loài thực vật có hoa trong họ Thiến thảo. Loài này được (Hiern) Robbr. & Bridson mô tả khoa học đầu tiên năm 1993.